# Neoserica saturella
Neoserica saturella är en skalbaggsart som beskrevs av Brenske 1898. Neoserica saturella ingår i släktet Neoserica och familjen Melolonthidae. Inga underarter finns listade i Catalogue of Life.